# Curel (Alpes-de-Haute-Provence)
Curel település Franciaországban, Alpes-de-Haute-Provence megyében. Lakosainak száma 59 fő (2022. január 1.). Curel Châteauneuf-Miravail, Saint-Vincent-sur-Jabron, Éourres, Lachau és Montfroc községekkel határos.

## Népesség
A település népességének változása:
| Lakosok száma | 38   | 28   | 37   | 52   | 58   | 60   | 55   | 52   | 51   | 59   |
|               | 1968 | 1982 | 1990 | 2006 | 2013 | 2015 | 2017 | 2019 | 2020 | 2022 |